# Cabota
|  | Aquest article tracta sobre el material d'unió. Si cerqueu la revista satírica, vegeu «La Cabota». |

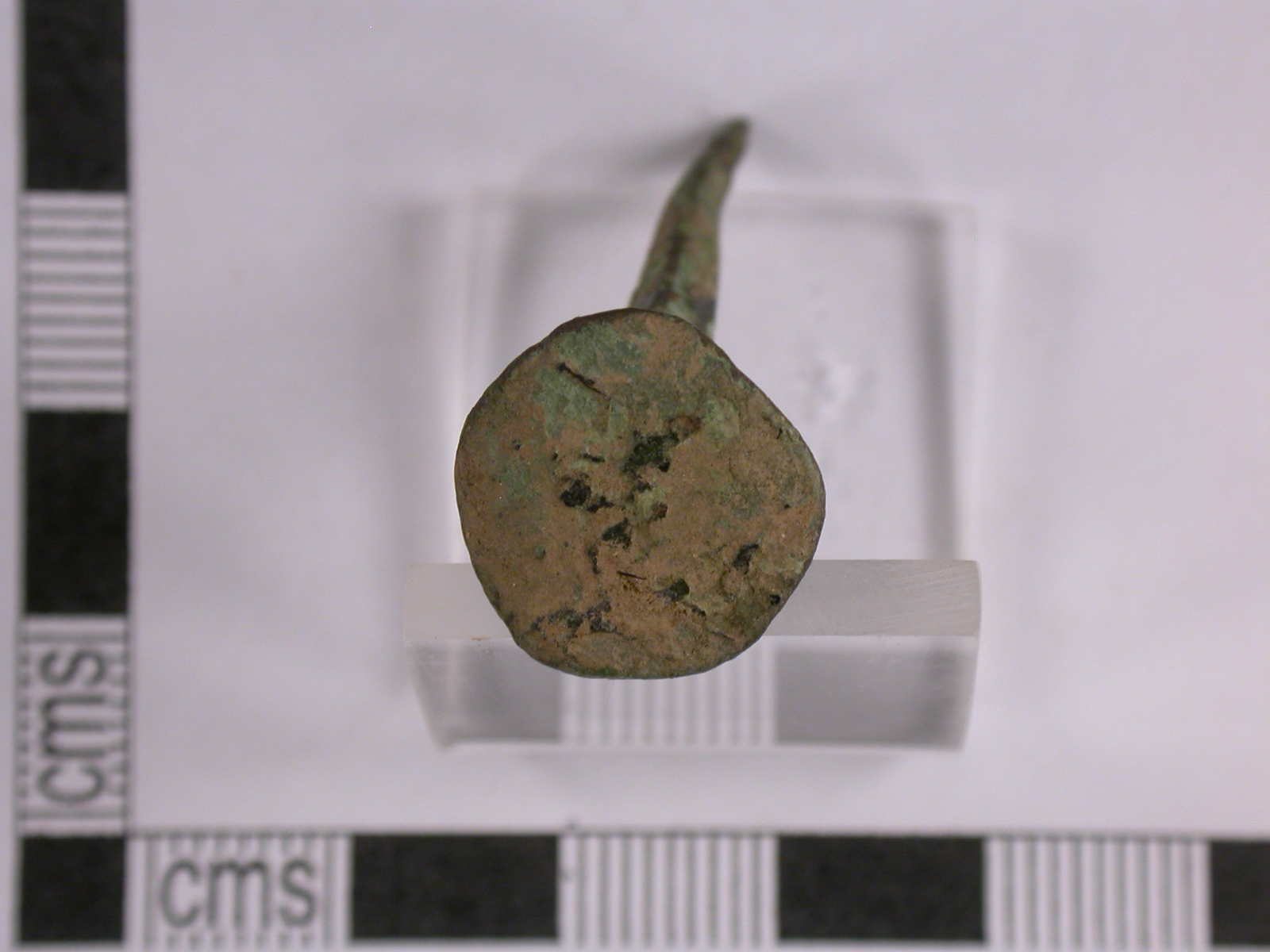
Clau d'aliatge de coure fos amb una gran cabota ovoide aplanada

La cabota o el cap és la part superior d'un clau, rebló, cargol o d'una eina: la part més gruixada que rep les picades o que es fa giravoltar amb una clau en el cas de reblons o cargols. En general es diu de l'extrem més gros i voluminós d'una cosa. La paraula prové del llatí caput que significa cap. De la persona que s'entossudeix en un procediment ineficaç o contraproduent, es diu que «vol clavar el clau per la cabota».
També és un augmentatiu de cap o un sinònim de cap gros, de capgròs o la llarva dels amfibis, de tossut o del temps que el treballador hi ha faltat del jornal.